# Konstantínos Tasoúlas
Konstantínos « Kóstas » Tasoúlas (grec moderne : Κωνσταντίνος «Κώστας» Τασούλας), né le 17 juillet 1959 à Ioannina en Grèce, est un homme politique grec. Il est président de la République hellénique depuis le 13 mars 2025.
Membre de la Nouvelle Démocratie (ND), il est maire de Kephissia de 1995 à 1998, puis député de la circonscription de Ioannina dès 2000. Il est aussi vice-ministre de la Défense nationale dans le gouvernement de Kóstas Karamanlís entre 2007 et 2009, puis ministre de la Culture et des Sports dans celui d'Antonis Samaras de 2014 à 2015.
Après la victoire des conservateurs aux élections législatives de 2019, il devient président du Parlement puis est reconduit quatre ans plus tard, à deux reprises, dans ses fonctions.
En 2025, il est proposé comme candidat à la présidence de la République par son parti mais voit sa désignation contestée par les partis de l'opposition parlementaire. Il est finalement élu à l'issue du quatrième tour du scrutin présidentiel.

## Biographie
Il est né à Ioannina et a étudié le droit au département de droit de l'université nationale et capodistrienne d'Athènes. Il a exercé la profession d’avocat à Athènes alors qu’entre 1988 et 1989, il a travaillé dans un cabinet d’avocats à Londres .
Il a été secrétaire spécial d' Evangelos Averoff-Tositsa de 1981 à 1990, conseiller spécial auprès des ministères de l'Économie nationale, du Commerce et de l'Agriculture de 1989 à 1990 et président de l'Organisation de promotion des exportations (OPE) d'octobre 1990 à octobre 1990. en septembre 1993.
De 2013 à 2014, il a été président de l'Institut de la démocratie Konstantinos Karamanlis.
Il est marié à Fani Stathopoulou et ils ont deux enfants.

## Carrière politique
En 1990 , il a été élu conseiller municipal Kifissia. En 1994, il en est élu maire. Il reste en fonction jusqu’en 1998. Après son mandat, il s'est présenté aux élections nationales dans la région d'Ioannina avec le soutien de la Nouvelle démocratie . Membre réélu de Ioannina avec Nouvelle Démocratie aux élections de 2004 , 2007 , 2009 , mai 2012 , juin 2012 , janvier 2015 ,de septembre 2015 et 2019 (le premier avec 12 474 voix)[réf. nécessaire].
Il a également été représentant parlementaire adjoint de la Nouvelle démocratie (2006 - 2007) et secrétaire du groupe parlementaire Nouvelle démocratie (2010). Il a été sous-ministre de la Défense nationale au sein du gouvernement Costas Karamanlis (2007-2009) et du ministre de la Culture et des Sports au gouvernement Antonis Samaras (2014-2015). Durant son mandat de ministre de la Culture, il a eu à s'occuper de plusieurs affaires impliquant la salle de concert , l'EMST et le Greek Film Centre. Peu de temps avant l'inauguration de l' EMST , elle a demandé sa démission de la fondation de la directrice du Musée d'art contemporain[pas clair] , Anna Kafetsi., qui - après son refus de démissionner - a été dissoute en remplaçant Katerina Koskina[style à revoir] , une décision qui a suscité des réactions chez certains dans le monde de l'art.  En ce qui concerne EKC , sa décision de nommer Haris Papadopoulos à la présidence du centre (mais, sur proposition du conseil d’administration de EKC), a suscité un certain nombre de réactions de la part du monde artistique, qui a donc annulé sa décision. et geler le processus.  Sa décision a provoqué une réaction de colère de Papadopoulos, qui a intenté un procès contre Tasoula pour l'infraction de manquement au devoir.
Le 31 octobre 2018, il a été nommé par le président de la Nouvelle démocratie, le rapporteur général du Parti pour la révision de la constitution.

### Demande de levée de l'immunité et la condamnation par la Cour européenne
En 1996, Vassilios Tsalkitzis, entrepreneur et propriétaire foncier à Kifissia , a demandé à l'urbanisme d'augmenter la construction de 300 mètres carrés. (à partir de 1 200 m²) sur le terrain qu’il a entretenu et pour lequel un permis de centre d’affaires a été délivré. Bien que sa demande ait été initialement acceptée deux mois plus tard, le nouveau directeur de l'urbanisme l'a retirée et Tsalkitzis a alors fait appel de la décision devant les tribunaux.  En novembre 2001, ce dernier a poursuivi Tasoula en justice pour extorsion de fonds, affirmant qu'il avait demandé 70 millions de drachmes lors d'une réunion distincte afin de lever, en sa qualité de maire de Kifissia, la désignation de 300 m2.
En raison de la capacité parlementaire de Tasoula, la question a été examinée en séance plénière afin de décider de lever ou non l'immunité parlementaire requise dans de tels cas. La Chambre, à la majorité simple, a décidé de ne pas lever l'immunité parlementaire de Tasula, estimant que le retard dans le dépôt du procès et que Tsalkitzis avaient interrogé Ioannina (circonscription de Tasoula) avec un homme politique non élu. Les membres du Parlement ont montré la faisabilité politique de leur décision. Selon le député lui-même, le retard dans le dépôt de la plainte et le contenu de la plainte montrent que c'était pour des raisons de préjudice politique.
En août 2003, Tsalkitzis a engagé une nouvelle action en justice, pour laquelle le procureur général de la Cour suprême a indiqué qu'il traitait la même affaire sans autre preuve. Il a ensuite été transmis à la Chambre, où le président du Parlement, Apostolos Kaklamanis , a rejeté la demande de levée de l'immunité sans convoquer la plénière.  Tsalkitzis a fait appel de cette décision devant la Cour européenne des droits de l'homme .  Parallèlement, il a intenté une action en dommages et intérêts devant les tribunaux civils contre Tasula, qui a toutefois rejeté ses prétentions.
La Cour européenne des droits de l'homme a condamné la Grèce à une violation du droit à un procès équitable (accès à un tribunal) au motif que ses actes reprochés n'étaient pas liés à l'exercice de sa fonction parlementaire.

### Président du Parlement
Le 18 juillet 2019, il a été élu président du Parlement hellénique par 283 voix, le plus grand nombre de voix jamais obtenues dans un processus similaire.

### Candidat à la présidence de la République
Le 15 janvier 2025, alors que l'entourage de Kyriákos Mitsotákis avait laissé entendre que ce dernier allait proposer la candidature du socialiste Evángelos Venizélos, le Premier ministre annonce finalement que son choix s'est porté sur Konstantínos Tasoúlas. Le chef du gouvernement justifie cette décision par les qualités qu'il prête à son candidat, dont il loue la « culture riche », la « connaissance approfondie de l'histoire grecque » et le « véritable patriotisme ». Il indique enfin que « dans un environnement international troublé », des « caractéristiques politiques claires » sont attendues de la part du prochain chef de l'État.
Le choix d'un « baron » du parti conservateur comme candidat proposé par le Premier ministre « suscite la polémique », l'usage voulant qu'un profil consensuel soit privilégié pour la présidence de la République.